# A Yank in Australia
A Yank in Australia è un film del 1944 diretto da Alfred J. Goulding (accreditato come Alf Goulding) e interpretato da alcune note star radiofoniche australiane.

## Trama
Due giornalisti, l'americano Headlines Haggerty e l'inglese Clarence Worthington, si ritrovano abbandonati sulla costa australiana dopo essere stati inviati nel Pacifico meridionale. Dopo aver conosciuto due colleghe vengono salvati da una ragazza che vive su un'isola con suo padre e insieme sventano un complotto giapponese per invadere l'Australia.

## Produzione
Il film venne girato nel 1942 ai Commonwealth Film Laboratory Studios di Sydney e al Taronga Zoo.

## Distribuzione
Ci vollero due anni per distribuire il film, che uscì nelle sale australiane l'11 novembre 1944. Nonostante lo scarso successo di pubblico, venne in seguito distribuito anche negli Stati Uniti e nel Regno Unito.

## Critica
Alla sua uscita, The Courier-Mail giudicò A Yank in Australia «di gran lunga il film locale più inconsistente visto fino ad oggi» e «un terribile esempio di quanto brutto un film possa essere».